# Телішев Вадим В'ячеславович
Вадим В'ячеславович Телішев (рос. Вадим Вячеславович Телишев; 9 червня 1921, Тобольськ, РРСФР, СРСР — 21 серпня 1997, Новосибірськ, Росія) — радянський та російський скульптор, заслужений художник РРФСР, член Спілки художників СРСР. Професор кафедри образотворчих мистецтв художньо-графічного факультету Новосибірського державного педагогічного університету (1995—1997).

## Біографія
Народився 9 червня 1921 року у Тобольську.
У 1939—1949 роках навчався у Московському інституті прикладного та декоративного мистецтва.
Учасник німецько-радянської війни (1942—1945).
У 1949—1963 роках викладав у Львівському державному інституті прикладного та декоративного мистецтва. Від 1958 року член Спілки художників СРСР.
У 1963 році переїхав до Новосибірська, того ж року отримав звання доцента кафедри скульптури.
1963—1976 роках викладав у Новосибірському державному архітектурно-будівельному університеті, у 1976—1977 та 1986—1997 роках — на кафедрі рисунка художньо-графічного факультету Новосибірського державного педагогічного університету. З 1995 року обіймав посаду професора кафедри образотворчих мистецтв художньо-графічного факультету Новосибірського державного педагогічного університету.
Персональні виставки в Новосибірській картинній галереї у 1971 та 1995 роках, а також у залах Спілки художника (1982, 1991).
Помер 21 серпня 1997 року та похований на Заєльцовському цвинтарі Новосибірська (квартал 71).

## Основні роботи
- Пам'ятник Ф. Дзержинському на площі біля однойменного парку в Новосибірську (1974);
- Пам'ятники в місті Юрга: В. Леніну (1974), О. Пушкіну (1978) та В. Маяковському (1979).